# Chusquea uliginosa
Chusquea uliginosa är en gräsart som beskrevs av Rodolfo Amando Philippi. Chusquea uliginosa ingår i släktet Chusquea och familjen gräs. Inga underarter finns listade i Catalogue of Life.